# Bernd Eisenfeld
Bernd Eisenfeld (* 9. Januar 1941 in Falkenstein/Vogtl.; † 12. Juni 2010 in Berlin), Pseudonym Fred Werner, war ein deutscher Historiker und DDR-Oppositioneller.

## Leben
Bernd Eisenfeld wurde 1941 mit seinem Zwillingsbruder Peter in Falkenstein im Vogtland geboren. Er besaß noch zwei ältere Brüder, Hans und Ulrich, sowie eine jüngere Schwester, die Sopranistin Brigitte Eisenfeld. Sein Vater, der als Gerichtsbeamter arbeitete, wurde als NSDAP-Mitglied nach seiner Entlassung aus amerikanischer Kriegsgefangenschaft in der SBZ im Sowjetischen Speziallager Nr. 1 Mühlberg interniert, aus welchem er 1949 nach zweieinhalb Jahren als Invalide heimkehrte. Bereits im Alter von fünfzehn Jahren sammelte der gute Schachspieler Eisenfeld erste negative Erfahrungen mit dem System der DDR, als ihm die Teilnahme an einem Turnier in Erlangen untersagt wurde. Eisenfeld selbst beschrieb dieses Erlebnis später als Beginn seines „Immunisierungsprozess[es] gegen die Partei“. Zudem stand die offizielle SED-Propaganda im Widerspruch zu seinen eigenen Kindheitserfahrungen mit amerikanischen Soldaten sowie seinen Eindrücken während eines Besuches seiner Patentante in West-Berlin. Da ihm das Abitur ebenso wie ein Programm für Neulehrer verwehrt wurde, erlernte Eisenfeld nach der Schule von 1955 bis 1958 zunächst den Beruf des Bankkaufmanns. Über den zweiten Bildungsweg studierte er von 1959 bis 1961 Finanzwirtschaft an der Fachschule für Finanzwirtschaft in Gotha. Ab 1962 arbeitete er bei der Deutschen Notenbank in Karl-Marx-Stadt und in der Industriebankfiliale Elektrochemie Schkopau. In seiner Freizeit widmete er sich dem Studium der Philosophie. So war Eisenfeld der Überzeugung, dass der Sozialismus eine Bewahrung bürgerlicher Freiheiten mit einschließe, und lehnte daher den real-existierenden Sozialismus in der DDR wegen dessen unfreien Charakters ab. Auf Grund zahlreicher ab 1964 verfasster Protestbriefe an in- und ausländische Stellen, in denen er sich gegen die Mauer, die deutsche Teilung und Demokratiedefizite in der DDR aussprach, wurde er 1965 trotz einer erfolgreichen Eignungsprüfung nicht zum Fernstudium der Philosophie und Kulturwissenschaften an der Universität Halle zugelassen. Eine 1966 unternommene Bewerbung zum Fernstudium der Kunstwissenschaft an der Universität Leipzig scheiterte ebenfalls aus politischen Gründen.

### Wehrdienstverweigerung
1966 verweigerte Eisenfeld den Wehrdienst an der Waffe nicht aus religiösen oder pazifistischen Überlegungen heraus, sondern weil er keinen Eid auf Staat und Partei leisten wollte. Als sogenannter Bausoldat kam er in Kontakt mit anderen Oppositionellen. Gemeinsam mit diesen verweigerte er das Gelöbnis der Bausoldaten. Als dieses dennoch in den Unterlagen als geleistet vermerkt wurde, legte Eisenfeld beim Verteidigungsminister Protest ein. Das Ministerium für Staatssicherheit (MfS) eröffnete den Operativen Vorgang (OV) „Zersetzung“ gegen ihn und drei weitere Bausoldaten. Zuvor hatten sie mehrere Einzel- und Kollektiveingaben verfasst und darin einen wirklichen Wehrersatzdienst ohne den Einsatz an militärischen Objekten gefordert. Auch hatte Bernd Eisenfeld erfolglos ein Gnadengesuch nach der Verurteilung eines Kameraden gestellt. Nach seiner Dienstzeit wurde er von der Staatsbank entlassen und mit einem Berufsverbot im Staatsdienst belegt. Erneut bewarb er sich erfolglos um ein Studium. Daher arbeitete er ab dem 1. Januar 1968 wieder als Finanzökonom im Chemieingenieurbau Leipzig und organisierte fortan Bausoldatentreffen unter dem Dach der Kirche.

### Verhaftung wegen Unterstützung des Prager Frühlings
Nachdem er im März 1968 auf einer Diskussionsveranstaltung in Halle (Saale) die politische Verfolgung Robert Havemanns verurteilt, den Verfassungsentwurf von 1968 kritisiert, sich offen für Informationsfreiheit und Demokratie ausgesprochen und dabei auf die reformkommunistische Bewegung Alexander Dubčeks in der ČSSR verwiesen hatte, leitete die Staatssicherheit den Operativen Vorgang „Ökonom“ gegen ihn ein und plante die Verhaftung von Eisenfeld und seinen Brüdern Ulrich und Peter. Mit beiden reiste Bernd Eisenfeld im Mai 1968 ohne Kenntnis der Stasi für drei Tage nach Prag. In zahlreichen, nie veröffentlichten Leserbriefen an DDR-Zeitungen nahm er den „Prager Frühling“ gegen Medienangriffe in Schutz. Aus Kritik an der gewaltsamen Niederschlagung durch die Truppen des Warschauer Pakts verfasste er am 23. August ein Solidaritätstelegramm mit dem Inhalt „Halten Sie stand – Behalten Sie Hoffnung.“ an die tschechoslowakische Botschaft.
Mitte September tippte er rund 180 kritische Flugblätter, die er am 20. September 1968 auf dem Theaterplatz in Halle verteilte. Auf diesen zitierte er Lenins „Dekret über den Frieden“ und versah es mit der Überschrift „Denk bitte nach! bitte, schweig nicht!!“ Als er tags darauf weitere Flugblätter im Kino verteilen wollte, wurde er festgenommen und in das MfS-Untersuchungsgefängnis „Roter Ochse“ in Halle eingeliefert. Wie später seinen Stasi-Unterlagen zu entnehmen war, war die Verhaftung jedoch bereits Tage vor der Flugblattaktion geplant. Seine Frau war zu diesem Zeitpunkt hochschwanger. Erst nach drei Monaten wurde ihm der Kontakt zu einem Anwalt gewährt. Im Februar 1969 verurteilte ihn das Bezirksgericht Halle unter Ausschluss der Öffentlichkeit zu zweieinhalb Jahren Haft wegen „staatsfeindlicher Hetze“ der schweren Kategorie. Er durchlief die Haftanstalten Berlin-Rummelsburg, Karl-Marx-Stadt, Cottbus und das „Gelbe Elend“ Bautzen I. Da Eisenfeld eine Zurücknahme seiner Äußerungen verweigerte, musste er die Haftstrafe vollständig absitzen. Auch während seiner Haft wurde er mittels des Zellen-IMs IM „Morles“ von der Stasi überwacht; ein ihm unterbreitetes Angebot von Vergünstigungen für das Verfassen von Berichten über Mithäftlinge lehnte er ab. Zeitweilig war er als einziger politischer Häftling in einer Zelle mit fünf Kriminellen untergebracht. Seiner Lebensgefährtin, die allein für die vierjährige Tochter und den während seiner Haft geborenen Sohn zu sorgen hatte, bot man eine Rente, sofern sie sich von ihm trennen würde, was diese auch nach erheblichem Druck durch das MfS verweigerte. Hierdurch verlor sie ihre Stelle als Sekretärin. Nach seiner Entlassung am 18. März 1971 kehrte Eisenfeld an seinen alten Arbeitsplatz im Chemieingenieurbau Leipzig zurück. Da er sich weiterhin im Friedenskreis Halle und in der Bausoldatenbewegung engagierte, bearbeitete ihn das MfS mit der Operativen Personenkontrolle (ab 1974 Operativer Vorgang) „Bank“. Mit Berufung auf die KSZE-Schlussakte erneuerte Eisenfeld zweimal jährlich seinen Antrag auf Ausreise in die Bundesrepublik Deutschland. 1972 schickte er eine Dokumentation seines Falls an die Vereinten Nationen.

### Leben im Westen
Nach mehreren abgelehnten Ausreiseanträgen konnten Eisenfeld und seine Familie im August 1975 die DDR in Richtung West-Berlin verlassen; sein Zwillingsbruder musste zurückbleiben. In West-Berlin angekommen, lebten Bernd Eisenfeld und seine Familie zunächst ein halbes Jahr in einem Zimmer des Notaufnahmelagers Marienfelde. Da das MfS das Gerücht gestreut hatte, er sei in ihrem Auftrag in West-Berlin, fand er jahrelang keine Festanstellung und schlug sich mit Gelegenheitsjobs durch. Zunächst als freier Autor unter dem Pseudonym „Fred Werner“ verfasste er zahlreiche Werke zur Wehrdienstverweigerung in der DDR. Als Vorsitzender des Verbandes ehemaliger DDR-Bürger in West-Berlin half er ehemaligen politisch Verfolgten aus der DDR, die – meist durch Häftlingsfreikauf – in den Westen gekommen waren.
Ab 1985 arbeitete er beim Gesamtdeutschen Institut. Bis 1989 wurde Eisenfeld weiterhin vom MfS in den operativen Vorgängen „Erz“ (gegen seinen Bruder Peter) sowie „Polyp“ (gegen ihn selbst) bearbeitet und mit Zersetzungsmaßnahmen belegt. Ferner plante man, ihn während eines DDR-Besuchs anlässlich der Konfirmation seines Neffen erneut zu verhaften.
Mit der Auflösung des Gesamtdeutschen Instituts wechselte Eisenfeld zur Bundeszentrale für politische Bildung nach Bonn, ehe er 1992 eine Anstellung bei der Gauck-Behörde (BStU) in Berlin bekam. Seit 2000 war er dort Leiter des Sachgebiets Forschung und war unter anderem verantwortlich für eine Untersuchung zum vermuteten Röntgenstrahleneinsatz durch das MfS gegen Oppositionelle. 2001 unterzeichnete Eisenfeld einen offenen Brief des Bürgerbüros Berlin, in welchem zur Nichtwahl der Partei des demokratischen Sozialismus aufgerufen wurde.
Bernd Eisenfeld verstarb überraschend am 12. Juni 2010 und hinterließ Frau und Kinder.

## Werke
- Kriegsdienstverweigerung in der DDR, ein Friedensdienst? Genesis, Befragung, Analyse, Dokumente. Haag und Herchen, Frankfurt/Main 1978, ISBN 3-88129-158-X.
- Die Zentrale Koordinierungsgruppe Bekämpfung von Flucht und Übersiedlung, Der Bundesbeauftragte des Staatssicherheitsdienstes der ehem. DDR, Berlin 1995.
- mit Roger Engelmann: 13. August 1961. Mauerbau: Fluchtbewegung und Machtsicherung, mit einem Vorwort von Marianne Birthler, Edition Temmen, Bremen 2001, ISBN 3-86108-790-1.
- mit Ehrhart Neubert: Macht Ohnmacht Gegenmacht. Grundfragen zur politischen Gegnerschaft in der DDR, Bremen 2001, ISBN 3-86108-792-8.
- Rechtsextremismus in der DDR – Ursachen und Folgen. In: Manfred Agethen, Eckhard Jesse, Ehrhart Neubert (Hrsg.): Der missbrauchte Antifaschismus: DDR-Staatsdoktrin und Lebenslüge der deutschen Linken. Freiburg im Breisgau Herder, 2002, ISBN 3-451-28017-5. S. 221–226.
- mit Ilko-Sascha Kowalczuk und Ehrhart Neubert: Die verdrängte Revolution: der Platz des 17. Juni 1953 in der deutschen Geschichte, Edition Temmen, Bremen 2004, ISBN 3-86108-387-6.
- Der 17. Juni und die DDR-Opposition, in: Horch und Guck 12. Jg., Heft 42 (2/2003), S. 18–21.
- Bausoldaten in der DDR - ein Überblick, in: Horch und Guck 13. Jg., Heft 46 (2/2004), S. 1–8.
- Bausoldaten im Visier des MfS, in: Horch und Guck 13. Jg., Heft 46 (2/2004), S. 9–14.
- mit Peter Schicketanz: Bausoldaten in der DDR. Die „Zusammenführung feindlich-negativer Kräfte“ in der NVA. Mit einem Vorwort von Joachim Gauck. Ch. Links Verlag, Berlin 2011, ISBN 978-3-86153-637-6.
- mit Hubertus Knabe: West-Arbeit des MfS. Das Zusammenspiel von „Aufklärung“ und „Abwehr“. Ch. Links Verlag, Berlin 1999, ISBN 3-86153-182-8

## Film
- Die Eisenfelds, Dokumentarfilm von Michael Trabitzsch, 1996.